# Nusser von Nussegg

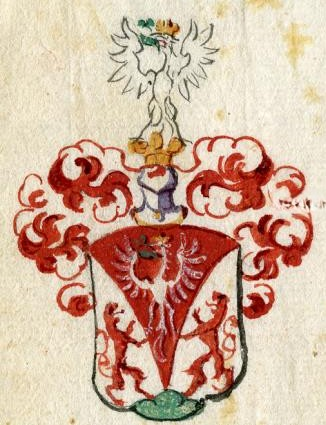
Wappen der Nusser von Nussegg (Nußeckh) von 1630 im Österreichischen Staatsarchiv

Nusser von Nussegg auch Nusseck bzw. Nußeck war der Name eines österreichischen und bayerischen briefadeligen Geschlechts.

## Geschichte
Das Geschlecht lässt sich in Günzburg bis in das 16. Jahrhundert zurückverfolgen. Die Stammreihe beginnt mit dem Bürger und Ratsherren Stephan Nusser. Auf Initiative seiner Söhne, der Stadtmagistraten, Stephan und Bernhard Nusser, Stadtamtmann und Rentmeister der Markgrafschaft Burgau, konnte während des Dreißigjährigen Krieges Günzburg am 15. April 1632 gewaltfrei an schwedischen Truppen übergeben werden. Am 12. Mai 1630 erhielten beide in Wien von Kaiser Ferdinand II. den rittermäßigen Adelsstand für das Reich und die Erblande, das Prädikat „von Nussegg“, eine Wappenbesserung und die Rotwachsfreiheit. Zuvor wurde den Nobilitierten zwischen 1619 und 1625 ein Wappen mit Krone und Lehenartikel verliehen. Der Sohn von Bernhard, Stephan Bernhard Nusser von Nusseck studierte ab 1643 Rudimenta bis Syntax maior an der Universität Ingolstadt.

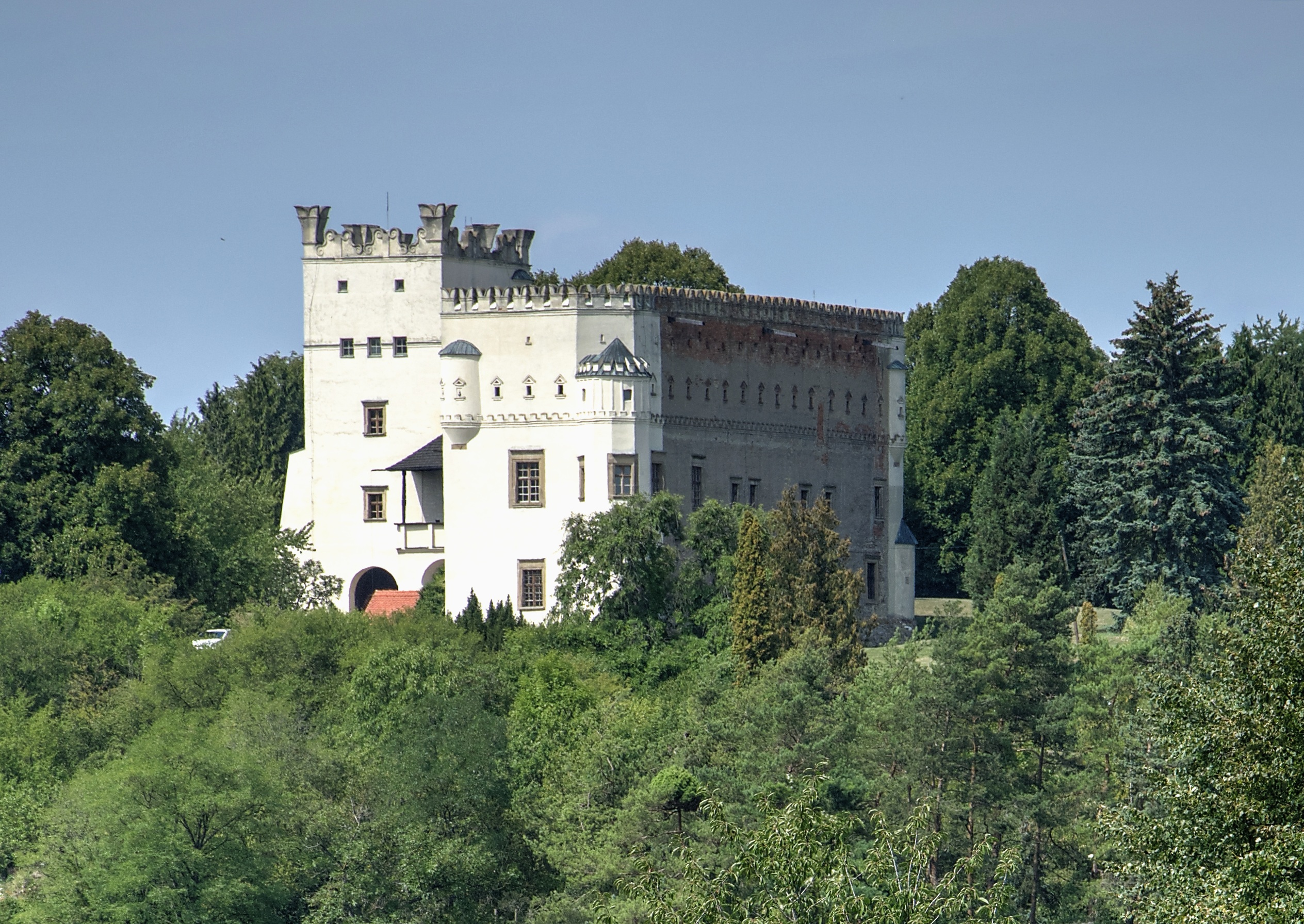
Schloss Neuschloss

Am 20. Februar 1623 stellte Kaiser Ferdinand II. zudem in Regensburg dem kaiserlichen Kammerdiener Niklas Nusser († 1662/63) eine Adelserneuerung und Wappenbesserung aus, bzw. den erbländischen Adelsstand. 1624 überließ der Kaiser seinem Günstling das von der königlichen Kammer konfiszierte Gut Neuschloss inkl. Milonitz in Mähren und 1630 das Gut Schardiczka. Niklas Nusser von Nussegg oder Nußberg, wirkte bis 1657 als kaiserlicher Kammerdiener, Rat und Rentmeister in Mähren. Veruntreuungsvorwürfe und Amtsmissbrauch führten zum Verlust seiner Funktion und Güter. Nusser, der 54 Jahre im Dienst des Kaiserhauses stand, strebte im Alter von 81 Jahren erfolglos um eine Wiederaufnahme seines Geldprozesses, worauf ihm Kaiser Leopold I. 1662 eine lebenslängliche jährliche Provision von 500 Gulden zusprach. Nusser schob die Schuld auf seinen wegen Untreue verhafteten Verwalter, Gegenhändler und Schreiber Erasmus Prehauser († 1657), hinter dessen Erben ein hoher Rechnungsrest stand.

## Wappen
Blasonierung des alten WappensIn Silber eine gestürzte rote Spitze, darin ein gekrönter silberner Adler; in jedem Seitenwinkel ein roter einwärts gekehrter Löwe. Auf dem gekrönten Helm mit rot-silbernen Helmdecken der gekrönte silberne Adler.
Blasonierung des gebesserten Wappens von 1630In Silber auf grünem Dreiberg eines gestürzte rote Spitze, darin ein gekrönter silberner Adler „in seinem Schnabel ein grüner Nussbaum-Zweigl mit dreyen Nüssen“ haltend; in den beiden Seitenwinkeln je ein nach innen gekehrter roter Löwe. Auf dem gekrönten Helm mit rot-silbernen Helmdecken der gekrönte silberne Adler mit dem Zweig.

## Persönlichkeiten
- Bernhard Nusser von Nussegg (1594–1677), Stadtamtmann in Günzburg, Rentmeister in Burgau
- Niklas Nusser von Nussegg (1581–1662), kaiserlicher Kammerdiener, Rat und Rentmeister in Mähren
- Stephan Nusser von Nussegg († 1663), österreichischer Pfleger[7]